# Rafael Pereira da Silva (calciatore 1980)
Rafael Pereira da Silva, noto come Rafael (Barretos, 13 marzo 1980), è un ex calciatore brasiliano, di ruolo centrocampista.

## Carriera

### Club
Comincia la carriera professionistica nel 1999 nel Guarani, nella massima divisione brasiliana. In questa squadra in due stagioni gioca 31 volte realizzando una rete. Nel 2001 si trasferisce al Vasco da Gama, giocando 17 gare con un gol.
Nei tre anni successivi gioca con San Paolo, São Caetano e Flamengo con un totale di 44 presenze e 9 gol. Nel 2004-2005 passa al Messina, in Serie A, dove gioca per due stagioni con 42 presenze e 2 gol.
Nel 2007 torna in Brasile, stavolta alla Fluminense.
Il 27 maggio 2009 viene acquistato dal Goiás.

## Palmarès

### Club

#### Competizioni nazionali
- Coppa del Brasile: 1

Fluminense: 2007